# Ahmed Musa
Ahmed Musa (* 14. Oktober 1992 in Jos) ist ein nigerianischer Fußballspieler auf der Position des Stürmers. Er steht bei Sivasspor unter Vertrag. Er gewann mit der nigerianischen Nationalmannschaft den Afrika-Cup 2013 und ist aktueller WM-Rekordtorschütze seines Landes.

## Karriere
Zu VVV-Venlo war er vom Kano Pillars FC gekommen. 2009/10 war er für den Verein 18-mal in der nigerianischen Premier League als Torschütze erfolgreich. In der Vorsaison hatte er auf Leihbasis für Jos UTH in seiner Heimatstadt gespielt. Im Sommer 2010 wechselte Musa in die niederländische Eredivisie zur VVV-Venlo, bei der er in 37 Ligaspielen acht Tore erzielte. Am 7. Januar 2012 gab der russische Premier League Verein PFK ZSKA Moskau die Verpflichtung des Stürmer bekannt. Sein erstes Spiel für die Moskauer machte er am 21. Februar 2012 im Hinspiel des Champions-League-Achtelfinales gegen Real Madrid vor 70 000 Fans im Luzhniki-Stadion und wurde nach 63 Minuten ausgewechselt, das Spiel endete 1:1. Sein Liga-Debüt gab er am 3. März 2012 beim 2:2 gegen Zenit St. Petersburg. Er erzielte dabei das Tor zum 2:2-Endstand.
Im Juli 2016 schloss sich Musa dem englischen Erstligisten Leicester City an. Er erhielt einen Vier-Jahres-Vertrag. Am 30. Januar 2018 kehrte Musa auf Leihbasis zu ZSKA Moskau zurück.
Am 4. August 2018 wechselte er zu Al-Nasr. Dort war er bis zum Oktober 2020 aktiv, dann kurze Zeit vereinslos und schloss sich am 14. April 2021 wieder seinem ehemaligen Verein Kano Pillars FC an.
Im Juli 2021 wechselte er zum türkischen Erstligisten Fatih Karagümrük SK, im September 2022 innerhalb der Liga zu Sivasspor.

### International
2010 debütierte Musa in der Nationalmannschaft Nigerias, den sogenannten „Super Eagles“. Er gehörte zum nigerianischen Aufgebot bei seinem ersten großen Turnier, der Afrikameisterschaft 2013. Im Halbfinalspiel, dem 4:1-Sieg gegen Mali, erzielte Musa das 4-0. Anschließend konnten die Nigerianer im Finale Burkina Faso mit 1:0 besiegen.
Bei der Fußball-Weltmeisterschaft 2014 wurde er als Stammspieler in den Kader berufen, wobei er im dritten Gruppenspiel gegen Argentinien zwei Tore erzielte. Musa und sein Team schieden gegen Frankreich mit 0:2 im Achtelfinale aus. Vier Jahre später, bei der WM 2018, gehörte Musa ebenfalls zum nigerianischen Aufgebot und erzielte im zweiten Vorrundenspiel gegen Island zwei Tore beim 2:0-Sieg. Daraufhin wurde er zum Man of the Match ernannt.
Mit dem Tor zum 2:0 gegen Island avancierte Musa als WM-Rekordtorschütze seines Landes.

## Erfolge
- Russischer Meister: 2012/13, 2013/14, 2015/16
- Russischer Pokalsieger: 2013
- Russischer Superpokalsieger: 2014
- Saudi-Arabischer Meister: 2019
- Afrika-Cup Sieger 2013